# Sentinelas Silenciosas

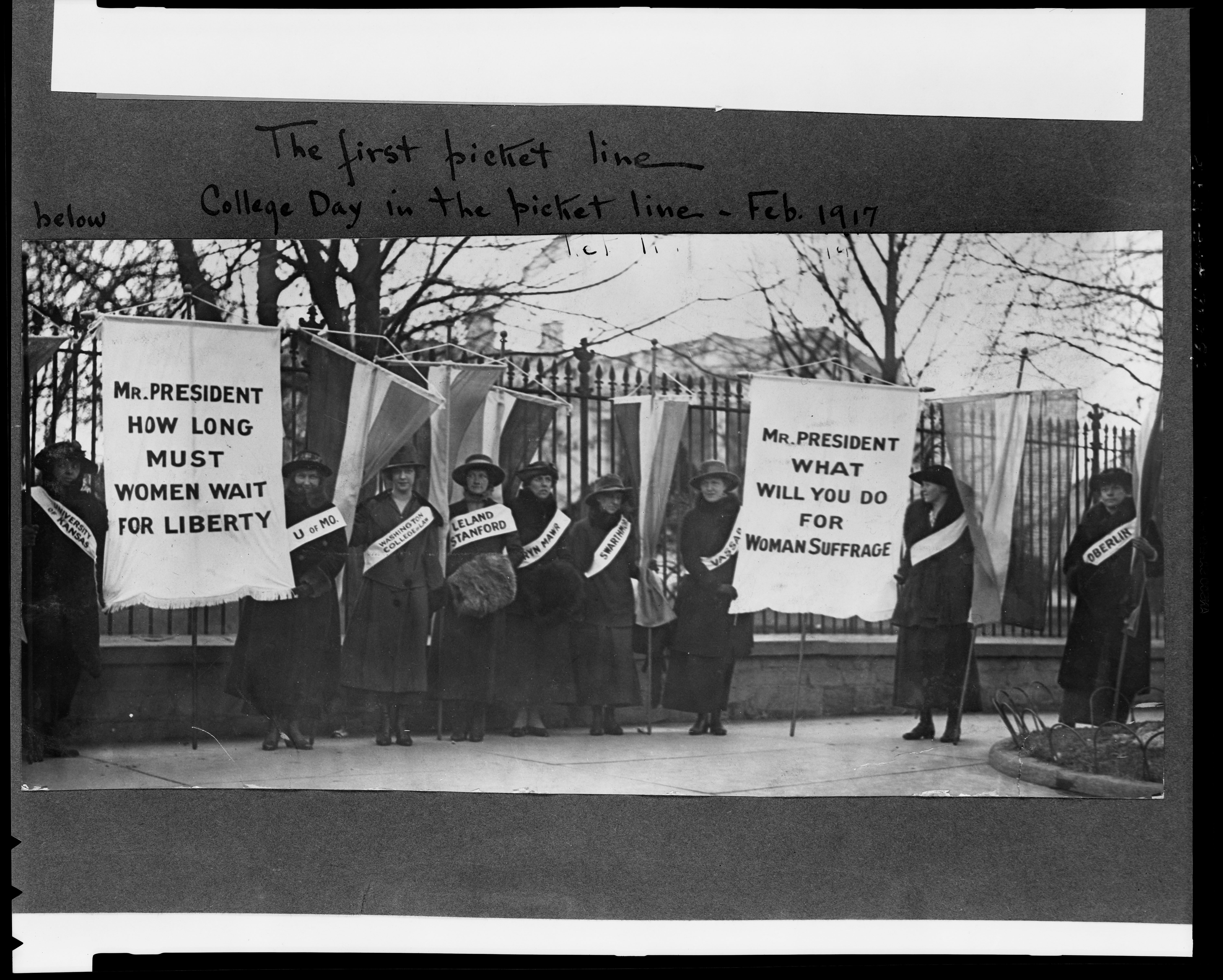
As Sentinelas protestando em frente à Casa Branca

As Sentinelas Silenciosas, também conhecidas como Sentinelas da Liberdade, eram um grupo de mais de duas mil mulheres a favor do sufrágio feminino. Organizado pela sufragista Alice Paul e pelo Partido Nacional da Mulher, o grupo fez protestos na frente da Casa Branca durante a presidência de Woodrow Wilson, iniciados em 10 de janeiro de 1917. Quase quinhentas mulheres foram detidas, e 168 foram cumpriram pena na prisão. Elas foram o primeiro grupo a fazer um piquete de greve na Casa Branca. Posteriormente as mulheres também protestaram na Praça Lafayette, em Washington, até 4 de junho de 1919, quando a décima nona emenda à Constituição dos Estados Unidos foi aprovada tanto na Câmara dos Representantes quanto no Senado.
As Sentinelas iniciaram seus protestos após uma reunião com o presidente em 9 de janeiro de 1917, durante a qual ele disse às mulheres para "conciliarem a opinião pública em nome do sufrágio feminino". As manifestantes serviram como um lembrete constante para Wilson de sua falta de apoio ao sufrágio. A princípio, as piqueteiras foram toleradas, mas depois foram presas sob a acusação de obstrução do trânsito.
O apelido de "Sentinelas Silenciosas" foi dado ao grupo pela sufragista Harriot Stanton Blatch por causa da sua forma silenciosa de protestar. Usar o silêncio como forma de protesto era uma estratégia nova de retórica dentro do movimento sufragista dos Estados Unidos. Ao longo dessa vigília, que durou dois anos e meio, muitas das mulheres que participaram do piquete foram assediadas, detidas e tratadas injustamente pelas autoridades locais e federais, incluindo tortura e abuso infligido a elas antes e durante a Noite do Terror, em 14 de novembro de 1917.

## Antecedentes
Os protestos das Sentinelas Silenciosas foram organizados pelo Partido Nacional da Mulher (National Women's Party – NWP), uma organização militante pelo sufrágio feminino. O NWP foi fundado inicialmente como a União Congregacional pelo Sufrágio Feminino (Congressional Union for Woman Suffrage – CUWS) em 1913 por Alice Paul e Lucy Burns, após um desfile pró-sufrágio em Washington em março de 1913. A CUWS, por definição, era uma organização que adotou uma abordagem militante e rompeu com a Associação Nacional do Sufrágio Feminino Americano (National American Woman Suffrage Association – NAWSA), que era mais moderada. A CUWS durou apenas três anos, até suas fundadoras a fundirem com o Partido da Mulher para formar o Partido Nacional da Mulher. O partido ostentava uma quantidade menor de membros que a Associação Nacional do Sufrágio Feminino Americano (com cinquenta mil membros para um milhão da NAWSA), mas suas táticas chamavam mais atenção e tinham mais cobertura da mídia. As militantes do partido ficaram conhecidas, principalmente, por participar de piquetes na Casa Branca e de greves de fome enquanto estavam na prisão e na workhouse.

## The Suffragist
The Suffragist era o periódico semanal do Partido Nacional da Mulher. O jornal agia como uma voz para as Sentinelas Silenciosas durante a vigília do grupo e cobria o progresso das manifestações, entrevistas com as militantes, relatórios sobre a (não) reação do presidente Woodrow Wilson e ensaios políticos. Enquanto as Sentinelas estavam na prisão, alguns membros escreveram textos sobre suas experiências, que mais tarde foram publicados no The Suffragist. "Embora o jornal fosse destinado à circulação em massa, sua assinatura atingiu pouco mais de vinte mil edições em 1917. A maior parte das cópias foi para membros do partido, anunciantes, sedes de filiais e organizadores do Partido Nacional da Mulher, o que sugere que as próprias sufragistas eram um público importante do periódico.

## Cartazes

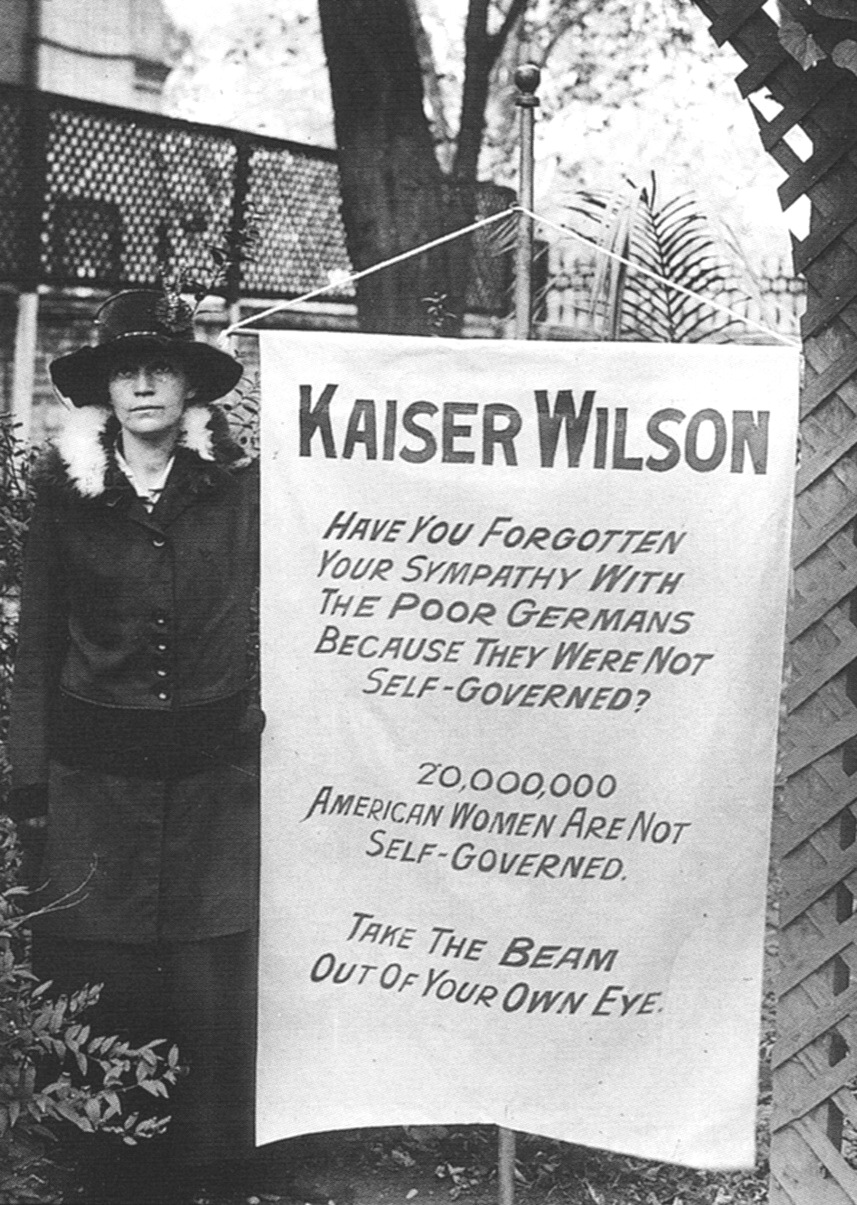
Virginia Arnold com um cartaz em 1918

As frases seguintes são exemplos de cartazes segurados pelas manifestantes:
- "Senhor Presidente, por quanto tempo as mulheres precisam esperar pela liberdade?"[5]
- "Senhor Presidente, o que você fará pelo sufrágio feminino?"[5]
- "Nós devemos lutar pelas coisas que sempre carregamos mais perto dos nossos corações — pela democracia, pelo direito daqueles que se submetem à autoridade de ter voz em seus próprios governos."[9]
- "Chega a hora de conquistar ou se submeter, para nós só pode haver uma escolha. Nós conseguimos." (frase do presidente Wilson)
- "Kaiser Wilson, você esqueceu da sua simpatia pelos pobres alemães porque eles não eram autogovernados? Vinte milhões de mulheres americanas não são autogovernadas. Tire a trave do seu próprio olho." (comparando Wilson ao Kaiser Guilherme II da Alemanha, e a uma frase famosa de Jesus sobre hipocrisia)
- "Senhor Presidente, você diz que liberdade é a exigência fundamental do espírito humano."[5]
- "Senhor Presidente, você diz que nos Estados Unidos nós estamos interessados, politicamente falando, em nada além da liberdade humana."[5]

Todas as Sentinelas usavam faixas roxas, brancas e douradas, que eram as cores do Partido Nacional da Mulher. Seus cartazes também eram coloridos dessa maneira.

## Reações
As reações do público às Sentinelas Silenciosas foram variadas. Algumas pessoas aprovaram incondicionalmente o trabalho que as Sentinelas estavam realizando. Homens e mulheres presentes na frente da Casa Branca demonstraram seu apoio às manifestantes, trazendo-lhes bebidas quentes e tijolos para elas se apoiarem. Às vezes algumas mulheres até as ajudavam a segurar os cartazes. Outras formas de demonstrar apoio incluíam escrever cartas com elogios às Sentinelas para o The Suffragist e doações em dinheiro.
Por outro lado, uma parte da população desaprovava os protestos das Sentinelas Silenciosas. Isso incluía algumas das sufragistas mais moderadas. Por exemplo, Carrie Chapman Catt - então líder da Associação Nacional do Sufrágio Feminino Americano - acreditava que a melhor maneira de conquistar o sufrágio feminino era primeiramente ganhar o direito ao voto em estados individualmente, nos quais as mulheres poderiam eleger uma maioria pró-sufrágio para o Congresso. Até o final de 1915 Catt se opôs a defender uma emenda nacional para conceder o sufrágio feminino, como o Partido Nacional da Mulher fez. Membros da Associação Nacional do Sufrágio Feminino Americano temiam que os piquetes resultassem em uma retaliação dos eleitores do sexo masculino.
Anti-sufragistas também se opuseram aos protestos das Sentinelas Silenciosas. Multidões, às vezes, tentaram deter as manifestantes através de violência (que aumentou após a entrada dos Estados Unidos na Primeira Guerra Mundial). Por exemplo, alguns atacaram as Sentinelas e rasgaram seus cartazes. Isso ocorreu especialmente com os cartazes mais provocativos, como os que chamavam o presidente Woodrow Wilson de "Kaiser Wilson".
A princípio o presidente Wilson não respondeu aos protestos das mulheres. Em alguns momentos ele parecia até se divertir com as manifestações, tirando o chapéu e sorrindo. Foi dito que, a certa altura, Wilson até convidou as manifestantes para um café; convite esse que foi recusado. Em outros momentos, ele ignorou completamente os protestos, como quando as Sentinelas protestaram no dia da sua segunda cerimônia de posse. À medida que as Sentinelas continuaram a protestar, o problema tornou-se maior e a opinião de Wilson começou a mudar. Embora ele continuasse a não gostar das Sentinelas, ele começou a reconhecê-las como um grupo que o apresentava um problema de forma séria.

## Occoquan Workhouse e a Noite do Terror

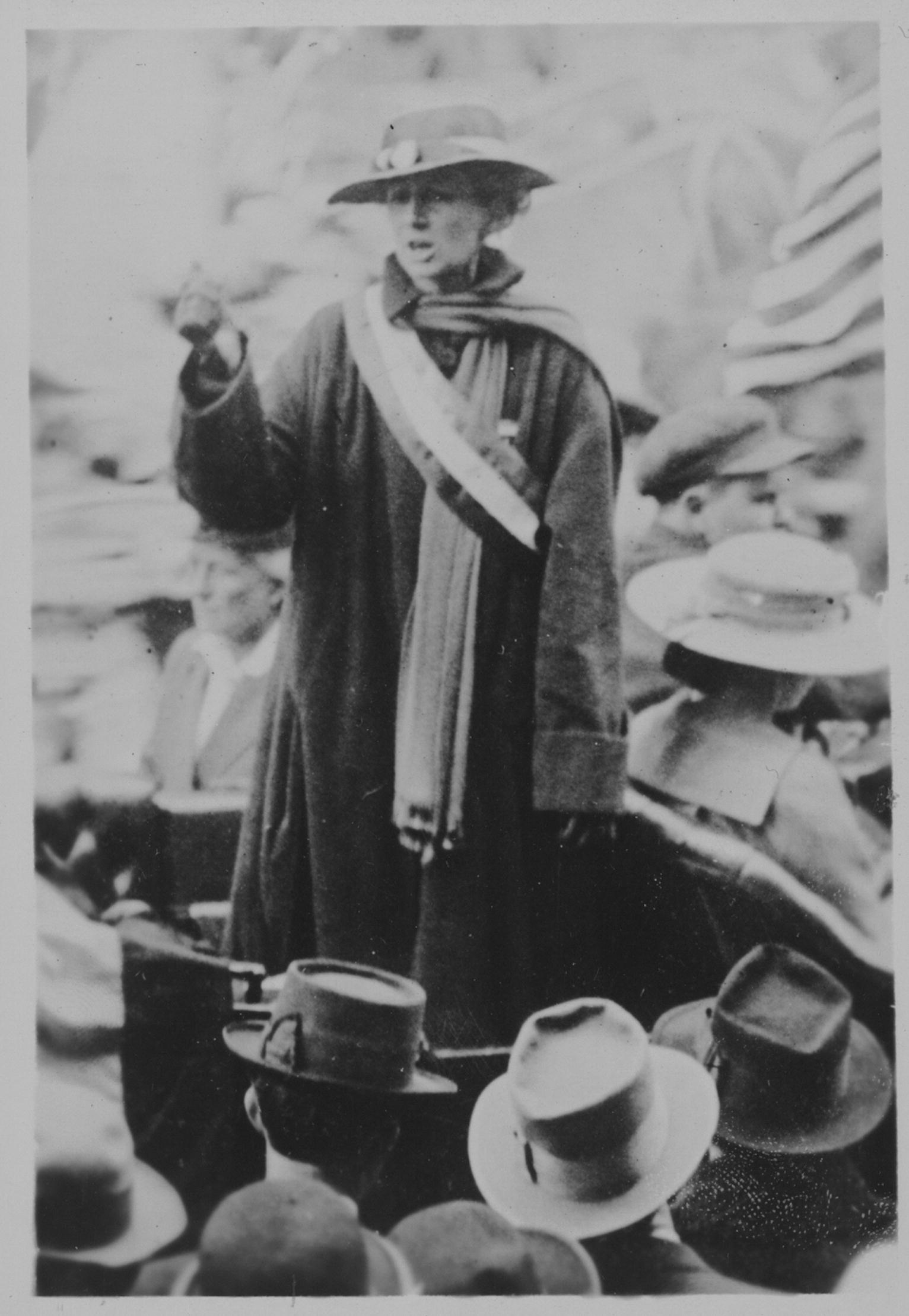
Florence Bayard Hilles, presidente do ramo de Delaware do Partido Nacional da Mulher e membro da executiva nacional do partido, foi presa após participar do piquete na frente da Casa Branca em 13 de julho de 1917, condenada a passar sessenta dias presa na Occoquan Workhouse. Ela recebeu indulto do Presidente Woodrow Wilson após cumprir três dias da pena.

Em 22 de junho de 1917 a polícia prendeu as manifestantes Lucy Burns e Katherine Morey sob a acusação de obstrução de tráfego porque carregavam um cartaz com uma citação do discurso de Wilson ao Congresso: "Nós devemos lutar pelas coisas que sempre carregamos mais perto dos nossos corações — pela democracia, pelo direito daqueles que se submetem à autoridade de ter voz em seus próprios governos." Em 25 de junho, doze mulheres foram presas, incluindo Mabel Vernon e Annie Arniel de Delaware, novamente sob a acusação de obstrução de tráfego. Elas foram condenadas a passar três dias ou pagar uma fiança de dez dólares. Elas escolheram ir para a cadeia porque queriam mostrar compromisso com a causa e sua disposição de sacrificar seus corpos físicos. Em 14 de julho dezesseis mulheres, incluindo Matilda Hall Gardner, Florence Bayard Hilles, Alison Turnbull Hopkins e Elizabeth Selden Rogers, foram presas e condenadas a sessenta dias na cadeia ou pagar uma fiança de 25 dólares. Novamente as mulheres escolheram a cadeia. Lucy Burns argumentou que as mulheres deveriam ser tratadas como prisioneiras políticas, mas essa designação nunca havia sido usada nos Estados Unidos.
Quando o número de mulheres presas ultrapassou a capacidade da cadeia do Distrito de Columbia, as manifestantes foram levadas para a Occoquan Workhouse, na Virgínia. Uma vez lá, elas tiveram que deixar todos os seus pertences, exceto as roupas do corpo. Elas foram, então, levadas para uma estação de banho, onde receberam ordens de se despir e tomar banho. Havia apenas um sabonete em barra disponível para todas usarem, então todas as sufragistas se recusaram a usá-lo. Depois, receberam as roupas largas, sujas e desconfortáveis da prisão e levadas para o jantar, que segundo relatos, era muito azedo e desagradável.
As condições da cadeia do Distrito e a Occoquan Workhouse eram insalubres e inseguras. As prisioneiras tinham que dividir as celas e muitas outras coisas com as que tinham sífilis, e vermes eram frequentemente encontrados em sua comida.
Após um debate acalorado, a Câmara dos Representantes criou um comitê para lidar com o sufrágio feminino em setembro de 1917. O representante do estado de Massachusetts, Joseph Walsh, se opôs à criação do comitê, pensando que a Câmara estava cedendo à "insistência de anjos de mandíbula de ferro". Ele se referiu às Sentinelas Silenciosas como "criaturas confusas e iludidas com saias e cabelos curtos". Em 14 de setembro a representante Jeannette Rankin assumiu a presidência do comitê para visitar as ativistas na Workhouse e, no dia seguinte, o comitê enviou ao Senado o projeto de emenda que garantia o direito ao sufrágio feminino.
À medida que as sufragistas continuavam protestando, as penas de prisão aumentavam. Em 20 de outubro de 1917 a polícia prendeu a ativista Alice Paul, enquanto ela carregava um cartaz que citava Wilson: "Chega a hora de conquistar ou se submeter, para nós só pode haver uma escolha. Nós conseguimos." Ela foi condenada a sete meses na prisão. Paul e outras manifestantes foram mandadas para a cadeia do Distrito de Columbia, e várias outras foram para a Occoquan Workhouse. Paul ficou em uma cela solitária por duas semanas, com nada para comer além de pão e água. Ela ficou fraca e impossibilitada de andar, o que a fez ser levada para o hospital da prisão. Lá começou uma greve de fome, e outras presas fizeram a mesma coisa.
Em resposta à greve de fome, os médicos da cadeia alimentaram as mulheres à força, colocando tubos em suas gargantas. Os médicos as alimentaram com substâncias que teriam o máximo de proteína possível, como ovos crus misturados com leite. Muitas das mulheres vomitavam porque seus estômagos não conseguiam lidar com a quantidade de proteína. Um médico relatou que Alice Paul tinha "um espírito como o de Joana d'Arc, impossível de mudar. Ela vai morrer mas nunca desistirá."
Em 10 de novembro, várias Sentinelas protestaram contra a alimentação à força das sufragistas, e cerca de 31 dessas manifestantes foram presas e enviadas para a Occoquan Workhouse. Na noite do dia 14 de novembro de 1917, conhecida como a "Noite do Terror", o superintendente da Occoquan Workhouse, W.H. Whittaker, ordenou que cerca de quarenta guardas brutalizassem as sufragistas. Eles espancaram Lucy Burns, acorrentaram suas mãos às grades da cela e a deixaram passar a noite desse modo. Eles jogaram Dora Lewis em uma cela escura e bateram sua cabeça contra uma cama de ferro, o que a deixou desacordada. Sua colega de cela, Alice Cosu, que acreditava que Lewis estava morta, sofreu um ataque cardíaco. Dorothy Day, que posteriormente fundou o Movimento dos Trabalhadores Católicos, foi golpeada repetidamente na cabeceira de uma cama de ferro. Os guardas agarraram, arrastaram, espancaram, sufocaram, beliscaram e chutaram várias outras mulheres.
Os jornais publicaram histórias sobre como as manifestantes estavam sendo tratadas. Os relatos revoltaram alguns americanos e criaram mais apoio para o movimento sufragista. Em 27 e 28 de novembro todas as ativistas foram soltas, incluindo Alice Paul, que passou cinco semanas na prisão. Posteriormente, em março de 1918, a Corte de Apelações dos Estados Unidos para o Circuito do Distrito de Colúmbia anulou as condenações de seis sufragistas. O tribunal considerou que as informações nas quais as condenações das mulheres foram baseadas eram excessivamente vagas.

## Decisão
Em 9 de janeiro de 1918, Wilson anunciou seu apoio à emenda constitucional que garantiria o sufrágio feminino. No dia seguinte a Câmara dos Representantes aprovou a emenda por uma margem pequena, mas o Senado recusou-se a debatê-la até outubro. Quando o Senado votou a emenda em outubro, a proposta foi rejeitada por dois votos de diferença. E, apesar da decisão da Corte de Apelações do Distrito de Colúmbia, as prisões das manifestantes da Casa Branca foram retomadas em 6 de agosto de 1918.
Para continuar com a pressão, em 16 de dezembro de 1918 as manifestantes começaram a queimar as palavras de Wilson em fogueiras na frente da Casa Branca. Em 9 de fevereiro de 1919 as sufragistas queimaram a efígie de Wilson na Casa Branca.
Em outra frente, o Partido Nacional da Mulher, liderado por Alice Paul, exortou os cidadãos a votar contra os senadores anti-sufrágio nas eleições do outono de 1918. Após as eleições, a maior parte dos membros do Congresso era pró-sufrágio. Em 21 de maio de 1919 a Câmara dos Representantes aprovou a emenda e, duas semanas depois, em 4 de junho, o Senado finalmente tomou a mesma decisão. Com o trabalho feito no Congresso, as manifestantes voltaram suas atenções para que os estados ratificassem a emenda.
A emenda foi oficialmente ratificada em 26 de agosto de 1920, logo após a ratificação pelo Tennessee, o trigésimo sexto estado a fazê-lo. A legislatura do Tennessee ratificou a 19.ª emenda pelo voto único de um legislador (Harry T. Burn), que se opôs à emenda mas mudou de ideia após sua mãe lhe enviar um telegrama pedindo para que ele votasse pelo sufrágio.

## Cultura popular
A vigília das Sentinelas Silenciosas foi retratada no filme Iron Jawed Angels, de 2004.

## Recursos adicionais

### Livros impressos
- Basch, F. (2003). Women's Rights and Suffrage In The United States, 1848–1920. Political and Historical Encyclopedia of Women, 443.
- Boyle-Baise, M., & Zevin, J. (2013). FOUR History Mystery: Rediscovering our Past. In Young Citizens of the World (pp. 95–118). Routledge.
- Bozonelis, H. K. (2008). A Look at the Nineteenth Amendment: Women Win the Right to Vote. Enslow Publishers, Inc..
- Cahill, B. (2015). Alice Paul, the National Woman's Party and the Vote: The First Civil Rights Struggle of the 20th Century. McFarland.
- Crocker, R. (2012). Belinda a. Stillion Southard. Militant Citizenship: Rhetorical Strategies of the National Woman's Party, 1913–1920.(Presidential Rhetoric Series, number 21.) College Station: Texas A&M University Press. 2011
- DuBois, E. C. (1999). Feminism and suffrage: The emergence of an independent women's movement in America, 1848-1869. Cornell University Press.
- Durnford, S. L. (2005). " We shall fight for the things we have always held nearest our hearts": Rhetorical strategies in the US woman suffrage movement.
- Florey, K. (2013). Women’s Suffrage Memorabilia: An Illustrated Historical Study. McFarland.
- Gibson, K. L., & Heyse, A. L. (2011). When the woman suffragettes of the National Woman's Party (NWP) picketed the White House from 1917 to 1919, they carried banners that asked President Woodrow Wilson what he would do to support women's democratic rights and if he would endorse their push for suffrage. Silencing the Opposition: How the US Government Suppressed Freedom of Expression During Major Crises, 151.
- Grant, N. P. C. (1914). Women’s Rights: The Struggle Continues (Doctoral dissertation, SUNY New Paltz).
- Gray, S. (2012). Silent Citizenship in Democratic Theory and Practice: The Problems and Power of Silence in Democracy.
- Gray, S. W. (2014). On the Problems and Power of Silence in Democratic Theory and Practice.
- Horning, N. (2018). The Women’s Movement and the Rise of Feminism. Greenhaven Publishing LLC.
- Nord, Jason. (2015). The Silent Sentinels (Liberty and Justice). Equality Press.
- Marsico, Katie. Women's right to vote : America's suffrage movement. New York : Marshall Cavendish Benchmark, 2011.
- Mountjoy, S., & McNeese, T. (2007). The Women's Rights Movement: Moving Toward Equality. Infobase Publishing.
- Roberts, E. L. (2000). Free Speech, Free Press, Free Society. Unfettered Expression: Freedom in American Intellectual Life.
- Slagell, A. R. (2013). Militant Citizenship: Rhetorical Strategies of the National Woman's Party, 1913-1920
- Walton, Mary. (2010). A Women's Crusade: Alice Paul and the Battle for the Ballot. St. Martin's Press.
- Wood, S. V. (1998). Jailed for Freedom: American Women Win the Vote

### Periódicos
- Bosmajian, H. A. (1974). The abrogation of the suffragists' first amendment rights. Western Speech, 38(4), 218–232.
- Callaway, H. (1986). Survival and support: Women's forms of political action. In Caught up in Conflict (pp. 214–230). Palgrave, London.
- Carr, J. (2016). Making Noise, Making News: Suffrage Print Culture and US Modernism by Mary Chapman. American Periodicals: A Journal of History & Criticism, 26(1), 108–111.
- Casey, P. F. (1995). Final Battle, The. Tenn. BJ, 31, 20.
- Chapman, M. (2006). “Are Women People?”: Alice Duer Miller's Poetry and Politics. American Literary History, 18(1), 59–85.
- Collins, K. A. (2012). Representing Injustice: Justice as an Icon of Woman Suffrage. Yale JL & Human., 24, 191.
- Costain, A. N., & Costain, W. D. (2017). Protest Events and Direct Action. The Oxford Handbook of US Women's Social Movement Activism, 398.
- Dolton, P. F. (2015). The Alert Collector: Women's Suffrage Movement. Reference & User Services Quarterly, 54(2), 31–36.
- Kelly, K. F. (2011). Performing prison: Dress, modernity, and the radical suffrage body. Fashion Theory, 15(3), 299–321.
- Kenneally, J. J. (2017). " I Want to Go to Jail": The Woman's Party Reception for President Wilson in Boston, 1919. Historical Journal of Massachusetts, 45(1), 102.
- McMahon, L. (2016). A Woman's Crusade: Alice Paul and the Battle for the Ballot. New Jersey Studies: An Interdisciplinary Journal, 2(1), 243–245.
- Neuman, J. (2017). The Faux Debate in North American Suffrage History. Women's History Review, 26(6), 1013–1020.
- Noble, G. (2012). The rise and fall of the Equal Rights Amendment. History Review, (72), 30.
- Palczewski, C. H. (2016). The 1919 Prison Special: Constituting white women's citizenship. Quarterly Journal of Speech, 102(2), 107–132.
- Southard, B. A. S. (2007). Militancy, power, and identity: The Silent Sentinels as women fighting for political voice. Rhetoric and Public Affairs, 399–417.
- Stillion Southard, B. A. (2008). The National Woman's Party's Militant Campaign for Woman Suffrage: Asserting Citizenship Rights through Political Mimesis (Doctoral dissertation)
- Ware, S. (2012). The Book I Couldn't Write: Alice Paul and the Challenge of Feminist Biography. Journal of Women's History, 24(2), 13–36.
- Ziebarth, M. (1971). MHS Collections: Woman's Rights Movement. Minnesota History, 42(6), 225–230.

### Jornais
- "Night of Terror: The Suffragists Who Were Beaten and Tortured for Seeking the Vote"
- "Suffragists Will Picket White House"

### Websites
- Becoming a Detective: Historical Case File #3—Silent Sentinels
- Bryn Mawr on the Picket Line Bryn Mawr on the Picket Lines - The Radicals and Activists]
- Historical Overview of the National Womans Party | Articles and Essays | Women of Protest: Photographs from the Records of the National Woman's Party | Digital Collections | Library of Congress Historical Overview of the National Woman's Party]
- 100 Years Ago, A Different March For Women's Rights]
- Picketing and Protest: Testing the First Amendment]
- Suffrage Voiceless Speeches « Women Suffrage and Beyond Suffrage Voiceless Speeches]
- The Silent Sentinels (Boundary Stones)
- 1917 Suite | Silent Sentinels and the Night of Terror | Blackbird v17n1 | #gallery Silent Sentinels and the Night of Terror]